# Амстердамський університет
Амстердамський університет (нід. Universiteit van Amsterdam, UvA) — найбільший університет Нідерландів, один із найбільших університетів у Європі (бюджет 600 млн євро, 40 тисяч студентів, 5 тисяч співробітників).

## Історія
Історія університету бере початок з 8 січня 1632 року, коли Герардус Воссій в Амстердамі відкрив навчальний заклад «Athenaeum Illustre» («ясновельможний Атеней»), де вивчалися історія та філософія; згодом додалися право, медицина та теологія. До XIX століття «Атеней» залишався невеликим навчальним закладом, у якому у 8 викладачів здобували освіту не більше 250 студентів. 
1877 року заклад було перетворено в муніципальний Амстердамський університет (нід. Gemeentelijke Universiteit van Amsterdam), який здобув право видавати наукові ступені. Університет був підпорядкований доволі ліберальній на той час міській раді Амстердама. 1961 року університет перейшов у державне підпорядкування. 
У 1960—1970-ті роки університет неодноразово ставав місцем студентських виступів і боротьби за автономію.

## Факультети та наукові установи
Університет має дев'ять факультетів:
- Економіка та Бізнес (Economics and Business)
- Гуманітарні науки (Humanities)
- Медичні науки (Medicine (AMC-UvA))
- Соціальні та поведінкові науки (Social and Behavioural Sciences)
- Природничі науки (Science)
- Право (Law)
- Стоматологія (Dentistry)
- Міжфакультетний відділ підготовки викладачів (Interfaculty Teacher Training Programmes (ILO))
- Факультет міждисциплінарного навчання (Interdisciplinary Studies)

При університеті діють такі установи:
- Міжнародна школа гуманітарних дисциплін та суспільних наук (англ. International School for Humanities and Social Sciences, де викладання ведеться виключно англійською,
- Фізичний інститут імені Яна ван дер Ваальса і Пітера Зеемана ,
- Хімічний інститут імені Якоба ван Гоффа
- Астрономічний інститут імені Антона Паннекука.
- Відділення гейських та лезбійських студій[8]
- Музей Алларда Пірсона

## Відомі випускники та професори
- Лейтзен Брауер, математик і філософ
- Ян ван дер Ваальс, фізик, лауреат Нобелівської премії
- Давид Вайнкоп, політичний діяч, комуніст
- Бартель ван дер Варден, математик
- Карел ван Волферен, професор порівняльної політології та економіки
- Аренд Гейтінга, математик і логік
- Якоб Гендрік Вант-Гофф, хімік, лауреат Нобелівської премії
- Пітер Зееман, фізик, лауреат Нобелівської премії
- Даан Френкель, хімік, лауреат медалі Больцмана
- Андре Кейперс, лікар і астронавт
- Тім Краббе, шахіст, письменник і журналіст
- Віллем Лейтен, астроном
- Антон Паннекук, астроном і теоретик марксизму
- Ян Гендрік ван Свінден, філософ, фізик і математик
- Герхард Фосс, філолог
- Ніко Фрейда, психолог
- Віллем Фредерік Херманс, письменник
- Фріц Церніке, фізик, лауреат Нобелівської премії
- Макс Ейве, математик і чемпіон світу з шахів
- Ніколас ван Вейк, нідерландський філолог-славіст, балканіст.
- Едуард Хукс, нідерландський дипломат
- Теодор Лімперг, нідерландський бухгалтер, професор в області ділової економіки
- Йоп Клант, нідерландський економіст, романіст, професор політекономіки.

## Вступ до університету для українців
Для вступу на перший курс, українські старшокласники мають компенсувати відсутній 12-й клас школи, який обов'язково проходять у школах Нідерландів. Для цього при університеті розроблена спеціальна річна підготовча програма — Undergraduate Foundation Programme (UFP).
Аналогічно, для випускників українського бакалавріату розроблена програма підготовки Master's Qualifying Programme (MQP) — для вступу на програми магістратури.
Список підготовчих програм із вступом на бакалавріат:
- Economics and Business із зарахуванням на:
  - BSc Actuarial Science
  - BSc Economics and Business Economics
  - BSc Business Administration
  - BSc Econometrics
- Social Sciences із зарахуванням на:
  - BSc PPLE (Politics, Psychology, Law and Economics)
  - BSc Economics and Business Economics
  - BSc Political Science

Список підготовчих програм із вступом на магістратуру:
- MSc Accountancy and Control
- MSc Business Administration
- MSc Business Economics
- MSc Econometrics
- MSc Economics

### Вартість навчання
- UFP — 18 375 євро на рік
- Бакалавріат: від 8100 до 21 780 євро на рік
- Магістратура: від 11 000 до 24 090 євро на рік